# IPhone 12 Pro
L'iPhone 12 Pro i la seva versió més gran, l'iPhone 12 Pro Max són telèfons intel·ligents de l'empresa nord-americana Apple que van ser presentats el 13 d'octubre de 2020. Aquest telèfon va ser presentat al costat de l'iPhone 12 i iPhone 12 pro max (i la seva versió mini) el 13 d'octubre de 2020 a Apple Park, seu de l'empresa, a Cupertino ( Califòrnia ). Normalment Apple presenta els seus telèfons a mitjans de setembre, però a causa de les conseqüències de la pandèmia de COVID-19 com al tancament temporal de fàbriques, la seva presentació va ser endarrerida diverses setmanes. S'ha posat a la venda el 23 d'octubre i la versió Max el 13 de novembre.

## Novetats
Igual que tota la sèrie 12 té una connectivitat 5G que li permet fins a 20 GBPS o més de velocitat de descàrrega, això permet coses com el streaming 4K. Està disponible en 4 colors diferents i la pantalla té una resolució 4K i un Super Retina XDR Display i està protegit pel nou Ceramic Shield d'Apple.
Una de les seves característiques més promocionades és el nou xip Apple A14 Bionic, és el primer smartphone a tenir un xip amb un procés de fabricació de 5 nanòmetres i segons Apple és un 50% més veloç que l'A13 Bionic. Té un Neural Engine de 16 nuclis i un 80% més ràpid i 11,8 bilions de transistors.
L'iPhone 12 té un sensor Lidar que permet una simulació de realitat virtual AR molt més ràpida i realista a l'hora de reflectir llums, juntament amb això es van presentar dues càmeres; Wide i Ultra-Wide. També Apple va presentar la nova manera nocturna que permet fotos molt més clares a la nit i amb colors més realistes, això combina amb les tecnologies de Deep Fusion per a fotos amb poca llum i la nova manera retrat que incorpora Machine Learning. A més aquest iPhone incorpora Smart HDR 3 a totes les seves càmeres (frontal i del darrere). Per a una experiència més professional, aquest iPhone pot editar fotos amb la tecnologia ProRAW i pot gravar 4K i HDR amb Dolby Vision.

## Disseny
Un dels seus principals canvis en el disseny pel que fa als seus antecessors són les vores planes, característica que es repetia en models d'iPhone més antics com l'iPhone 5 o l'iPhone SE (primera generació). Una altra de les principals novetats és un sensor LIDAR al costat de les tres càmeres.
Un altre canvi destacable és a la «caixa» on es guarda el dispositiu en vendre'l, que serà més prima, per no incloure ni el connector Lightning ni els Earpods (auriculars).

#### Colors
| Color | Name         |
| ----- | ------------ |
|       | Plata        |
|       | Grafit       |
|       | Daurat       |
|       | Blau pacífic |